# Megacle (VI secolo a.C.)
Megacle, figlio di Alcmeone (in greco antico: Μεγακλῆς?, Megaklḕs; Atene, VI secolo a.C. – dopo il 560 a.C.), è stato un politico ateniese, nipote dell'omonimo arconte eponimo e oppositore di Pisistrato.

## Biografia
Megacle rovesciò Pisistrato durante il suo primo tentativo come tiranno nel 560 a.C., ma i due poi si allearono e Pisistrato sposò la figlia di Megacle. Erodoto afferma che ingannarono gli Ateniesi facendogli credere che Atena in persona era arrivata per proclamare Pisistrato tiranno, travestendo una donna di nome Phye, giovane contadina alta cinque cubiti, di grande bellezza, con l'armatura della dea. A livello storico è dibattuto se Erodoto interpretò questo evento correttamente. Comunque, Megacle si rivoltò contro Pisistrato quando quest'ultimo si rifiuto di avere eredi da sua figlia, avvenimento che mise la parola fine alla seconda tirannia di Pisistrato.
Intorno al 575 a.C. Megacle fu rivale vincente di Ippocleide, ex arconte di Atene, nella richiesta di matrimonio con Agariste di Sicione, la figlia di Clistene di Sicione. Megacle e Agariste di Sicione ebbero quattro o cinque figli: Ippocrate, padre di un altro Megacle (detto IV e padre di Megacle V) e di una figlia, Agariste, madre di Pericle e Arifrone (quest'ultimo padre di Ippocrate di Atene, morto nel 424 a.C.); il legislatore Clistene; Megacle detto III per distinguerlo dal padre; una figlia andata in sposa per breve tempo a Pisistrato da cui non ebbe figli; Aristonimo, padre di Callisseno candidato all'ostracismo nel 483 o 482 a.C.